# ایرونیا د اکا
ایرونیا د اُکا دهستانی در استان آلابای اسپانیا است.
در این دهستان 2437 نفر زندگی می‌کنند. مساحت این دهستان 53.12 کیلومتر مربع است.

## مراجع
- نام، جمعیت و مساحت از درگاه ملی آمار (اسپانیا) گرفته شده است.